# ジョー・モーゲンスターン
ジョー・モーゲンスターン（Joe Morgenstern、1932年10月3日 - ）は、『ウォール・ストリート・ジャーナル』の映画評論家である。

## キャリア
1953年のリーハイ大学を卒業する。『ニューヨーク・タイムズ』で報道事務員としてジャーナリストのキャリアを始め、その後、スイスとフランスを拠点とした外国特派員となる。
1959年に『ニューヨーク・ヘラルド・トリビューン』の芸能レポーターとなり、後に演劇・音楽批評を始める。 
1965年から1983年からは『ニューズウィーク』で映画批評を行い、1983年から1988年からは『ロサンゼルス・ヘラルド・エグザミナー』でコラムを執筆した。また1966年には全米映画批評家協会を共同設立した。
その後、カリフォルニア州サンタモニカを拠点とし、1995年5月からは『ウォール・ストリート・ジャーナル』での映画評論の執筆を開始する。彼の映画批評は毎週金曜日に同紙の「Weekend & Leisure」に掲載される。他にCNBCでも映画批評を行っている。
2005年にピューリッツァー賞批評部門を受賞した。映画評論家がピューリッツァー賞を受賞するのは『シカゴ・サンタイムズ』のロジャー・イーバート、『ワシントン・ポスト』のスティーヴン・ハンターに次いで史上3人目であった。

## 私生活
1962年に女優のパイパー・ローリーと結婚し、1児をもうけたが、1982年に離婚した。